# ダッカ
ダッカ（ベンガル語: ঢাকা [ˈɖʱaka] 英: Dhaka、旧名Dacca）は、バングラデシュの首都でありダッカ県の首府を兼ねる。世界有数のメガシティであり、2016年の人口推計によると、近郊を含む都市圏人口はバングラデシュ最大の1,623万人であり、世界第16位である。
バングラデシュ中央部に位置し、ブリゴンガ排水路によってドレッショリ川に通じる同国の商業・工業・文化・教育の中心地であるダッカは、「モスクの街」としても知られる。ジュート・綿加工や食品加工などの製造業が行われ、特にまた高品質なモスリン生産の地としても有名である。街中には約40万台と言われるリキシャが毎日行き交う事でも知られる。
ダッカの歴史は9世紀以前に遡るが、ダッカが都市として繁栄したのはムガル帝国の統治下で17世紀にベンガル州の州都となったことによる。当時の名は「ジャハーンギールナガル」といった。1765年からイギリスの支配にあるイギリス領インド帝国に組み込まれ、19世紀にはコルカタに次ぐベンガル地方第二の都市にまで発展した。1947年にパキスタンとして独立後は東パキスタンの首都となった。1971年にバングラデシュとして独立以後も引き続き首都となり、現在に至る。

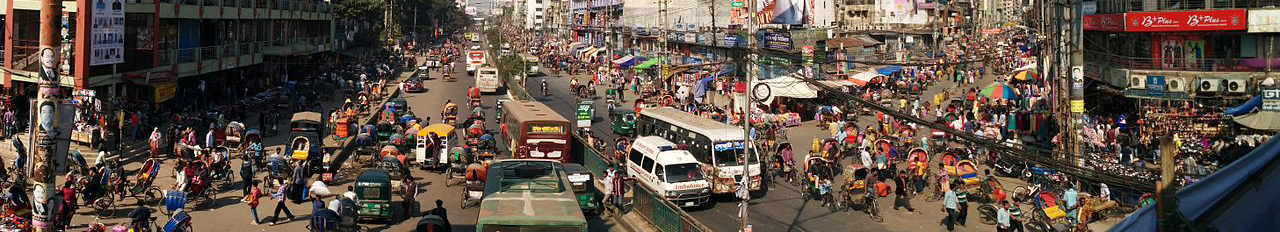
ダッカのストリートマーケットの風景

現代のダッカは、バングラデシュの政治・文化・経済活動の中心地である。 都市のインフラストラクチャーは国中で最も発達しているが、それでも急激な人口増加には追いつかず、公害や交通渋滞または公共サービスの不足などの問題に直面している。そのような中でも近年は交通機関や情報網および公共事業などで近代化が促進されている。ダッカは外資を呼び込んで商業や貿易の拡大を図っているが、これがまた人口の流入を促進する要因となり、結果的にダッカを世界一急激な人口増加都市にしている。こうした負の要素は、早々に改善できるものではなく、2013年、世界各都市の医療、文化・環境、教育、インフラを数値化した「世界で最も住みやすい都市」のランキングでワースト2位になった（1位は内戦状態のダマスカス）。

## 歴史

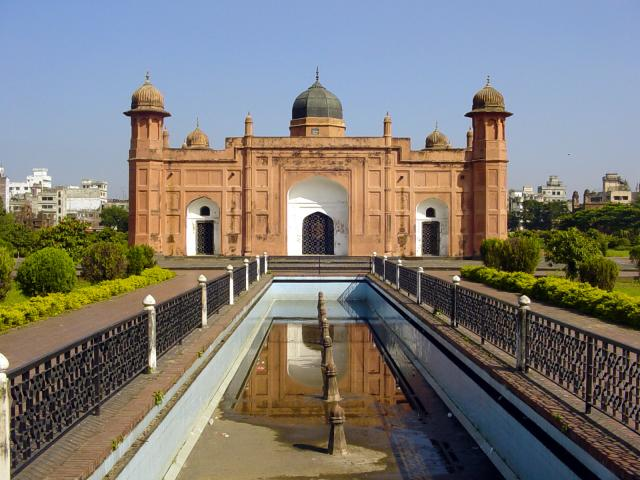
ラールバーグ城。17世紀中期にシャーイスタ・ハーンが建設した。

現在のダッカがある地域が市街地化された最初の時期は7世紀であり、8世紀には仏教国のカーマルーパ王国、次いでパーラ朝の統治下にあった。そして9世紀からはヒンドゥーのセーナ朝がこの場所を治めた。12世紀になり、女神ダケーシュワリーを祀る寺院がバッラーラ・セーナによって建立されると、これにちなみ都市は「ダッカ」と呼ばれるようになった。当時のダッカ周辺はベンガラ (Bengalla) と呼ばれ、市街には小規模な市（Lakshmi Bazar, Shankhari Bazar, Tanti Bazar, Patuatuli, Kumartuli, Bania Nagar, Goal Nagar）がいくつか立った。セーナ朝の後には、ダッカはデリー・スルターン朝が送り込んだテュルク人やパシュトゥーン人による為政が続いたが、勃興したムガル帝国が1608年に当地を支配した。
ムガル帝国のベンガル州都となったダッカでは、都市の開発と人口増加が始まった。行政担当を担当した初代知事イスラーム・ハーンは、皇帝ジャハーンギールにちなんでこの都市の名をジャハーンギールナガル（「ジャハーンギールの都」の意）と定めた。シャーイスタ・ハーン将軍の頃、都市は19×13kmの市域に約100万人を抱えるまでに発展した。

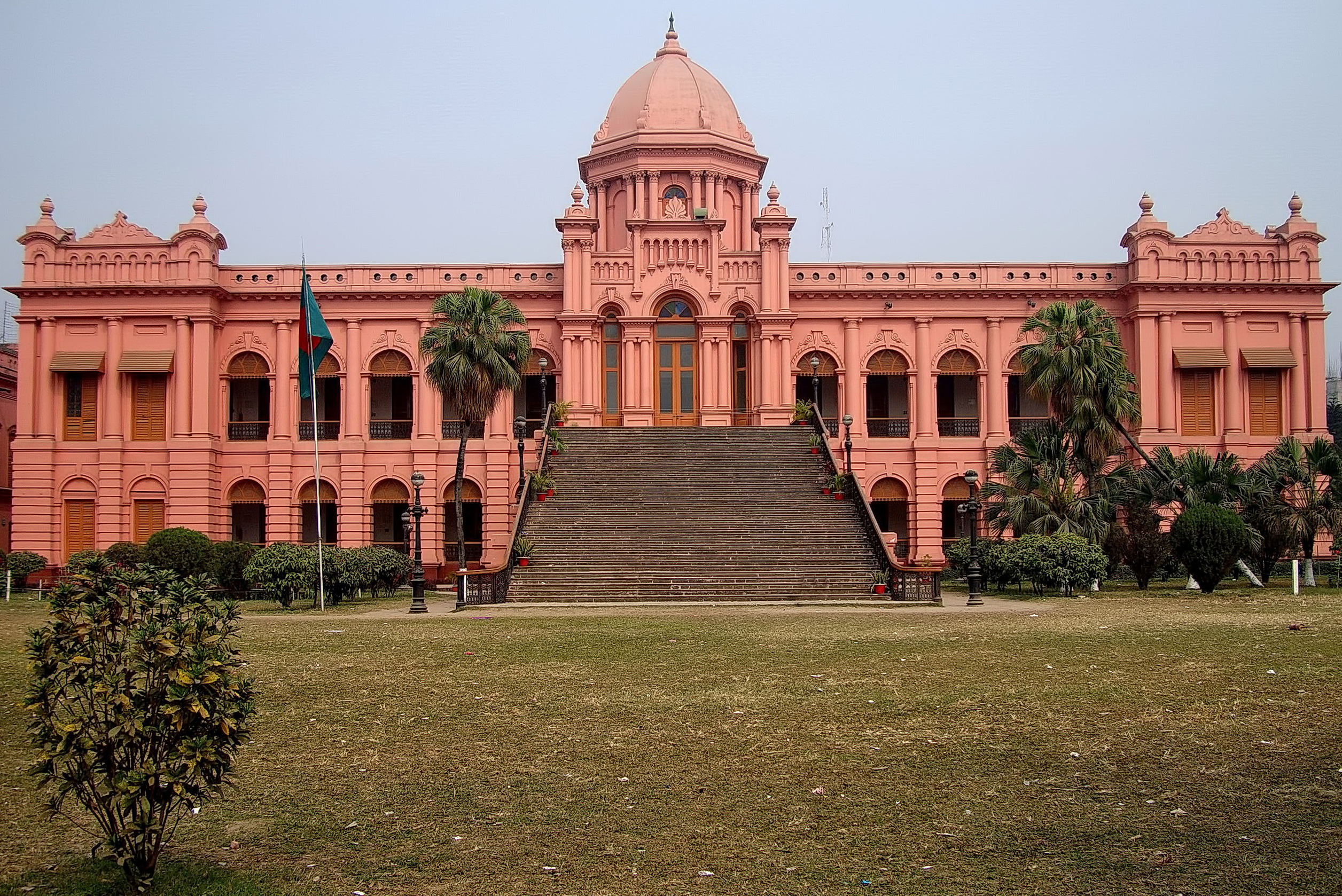
アシャーン・マンズィル。ダッカ・ナワーブ家の邸宅だったが、現在は博物館として利用されている。

1765年、イギリス東インド会社は徴税権（ディーワーニー・ライト、Diwani right）を獲得し、1793年にはベンガルの貴族階級（ナワーブ、Nawab）はベンガルやビハールまたオリッサの州や都市に対する利権を放棄することを強いられ、イギリスはこれら地域を支配する行政権をも手中にした。この期間、コルカタの人口が増加した事と対照的に、この地区の都市からは市民の流出が続いたが、実質的な発展は続き、近代化も行われた。現代的な都市給水網は1874年に導入され、電力供給も1878年に始められた。その一方、ダッカ駐屯地が都市近郊に設けられ、イギリスとベンガルの軍が駐留することになった。
1905年のベンガル分割令が発布され、ダッカは新設された東ベンガル、アッサム州の首府とされたが、この法令は1911年に撤回された。1947年、インドが分離独立すると、ダッカは東パキスタンの首府となった。しかし、このインド分割に端を発する住民間の対立が激しくなり、ヒンドゥーの多くがインドへ移住、逆にムスリムの流入が増えた。ダッカは地方行政府であったため、政治的な抗議活動や暴力行為が頻発するようになった。さらに、パキスタンの公用語をウルドゥー語のみに統一した事がこれらに拍車をかけ、ベンガル語運動が沸き起こった。この運動では、パキスタン警察が平和的なデモを行っていた学生ら多数を殺害する事件も起きた。この事件を記念するのがショヒド・ミナールで、事件が起きた2月21日は国際母語デーとなっている。1950年代から1960年代にかけて、ダッカは政治活動の温床であり続け、ベンガル人による自治を要求する運動は高まりを見せた。

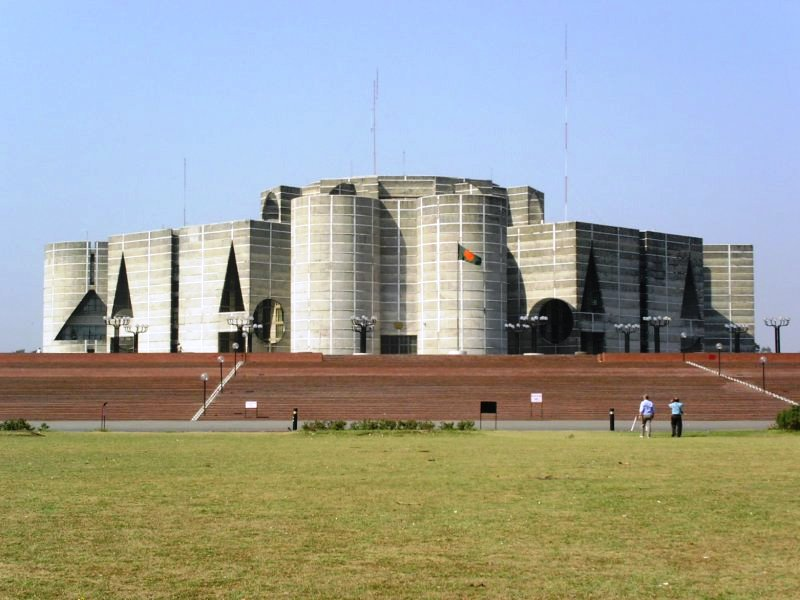
バングラデシュ国会議事堂

1970年、大型台風のボーラ・サイクロンがダッカ及び周辺を襲い、約50万人が死亡した。市域の半分が水没し、数百万人が水の被害を受けた。中央政府の民族差別的かつ不充分な救援は、民衆に怒りを沸き立たせ、1971年3月7日にはベンガル人政治家のムジブル・ラフマンが呼びかけスフワルディー広場で民族主義の集会が開かれた。集会には約100万人が集まり、これが3月26日に行われたバングラデシュ独立宣言に繋がった。これに対しパキスタン軍は「サーチライト作戦」を敢行して対抗し、何千人もの逮捕・拷問そして殺害を行った。争乱は9ヶ月に渡る血みどろの戦闘に発展し、バングラデシュ‐インド連合軍 (Mitro Bahini) の前にパキスタン軍は降伏し、バングラデシュ独立戦争が終戦した。
ダッカは新生国家バングラデシュの首都となり、国中の農村地域から出稼ぎ労働者を受け入れる形で急速に人口を増やし大規模な都市拡張を見せた。これに伴い商業や産業も発展し、インフラストラクチャーの整備にも着手され始めた。不動産取得がブームとなって市域が拡大し、ウットラ地区、モハマドプール地区、ボシュンドラ、ミルプール、モティジールなどの地区が開発された。
一方、このような人口増加は窃盗など犯罪件数の増加にも繋がっている。生活環境の改善も人口の増加に追い付かず、
2019年には北郊に存在したスラム街で火事が発生。2000戸が焼失し、10000人以上が焼け出された。
2024年7月、市内で学生のデモと警官隊が衝突、次第に規模が大きくなった。警察発表では、同月19日の数十万人が参加したデモにおいて警官2人が撲殺され、少なくとも150人の警官が入院、さらに150人が応急処置を受けた。多数の交番や多くの政府庁舎もデモ隊により放火、破壊された。政府は同月20日に夜間外出禁止令を発出した。

## 地理

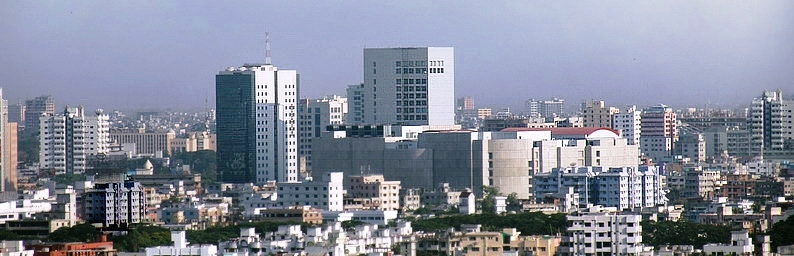
ダッカの都市風景

ダッカは、バングラデシュの中央部北緯23度42分0秒 東経90度22分30秒 / 北緯23.70000度 東経90.37500度、ガンジス川・ブラマプトラ川・メグナ川が構成するガンジスデルタのほぼ中央、下流域に当たるブリゴンガ川の東岸に位置する。面積は153.84平方キロメートル。地質は完新世から鮮新世時代に堆積された層であり、海抜は2-12m程度と低く、雨季の激しい降雨やサイクロンによってダッカはしばしば洪水に見舞われる運命にある。
市は8つの主要な区 (thana)：ラールバーグ、コートワーリー、ストラプル、ラムナ、モティジール、パルタン、ダンモンディ、モハマドプル、テージガーオンと、16の地区：グルシャン、ミルプール、パラビ、シャー・アリー、トゥラグ、サブジバーグ、カントンメント、デムラ、ハジャリバーグ、シャームプル、バッダ、カフルール、カムランギルチャール、キルガーオン、ウットラに分けられる。市には総計130の小区と725モッハラ（南アジア等で用いられる町割りの単位）がある。ダッカ都市圏は1463平方キロメートルの広さがあり、ガーズィープル県、タンガイル県、ムンシガンジ県、ラジバリ県、ナラヤンガンジ県、マニカガンジ県と接している。

## 気候と環境
ダッカは気温が高く、降雨も頻繁な多湿の熱帯性気候であり、ケッペンの気候区分ではサバナ気候に該当する。都市にはモンスーンが通過し、年平均気温は25℃(77°F)、月平均気温は1月に18℃(64°F)、8月で29℃(84°F)となる。年間降水量1,854mmのうち80%は5月から9月の間に記録される。交通渋滞や産業廃棄物などの影響で大気や水質の汚染が進み、これらは健康や居住環境等に悪影響を及ぼす深刻な問題となりつつある。周辺の沼沢地や湿地などは、多階層ビルなど不動産開発によって破壊に直面しており、このような自然の生息地が破壊される現状は環境汚染と相まって、生物の生存多様性を著しく脅かしている。
| ダッカの気候                                                                                    | ダッカの気候 | ダッカの気候 | ダッカの気候 | ダッカの気候  | ダッカの気候   | ダッカの気候   | ダッカの気候   | ダッカの気候   | ダッカの気候   | ダッカの気候  | ダッカの気候 | ダッカの気候 | ダッカの気候   |
| 月                                                                                              | 1月          | 2月          | 3月          | 4月           | 5月            | 6月            | 7月            | 8月            | 9月            | 10月          | 11月         | 12月         | 年             |
| ----------------------------------------------------------------------------------------------- | ------------ | ------------ | ------------ | ------------- | -------------- | -------------- | -------------- | -------------- | -------------- | ------------- | ------------ | ------------ | -------------- |
| 最高気温記録 °C （°F）                                                                          | 31.1 (88)    | 34.4 (93.9)  | 40.6 (105.1) | 42.2 (108)    | 41.1 (106)     | 36.7 (98.1)    | 35.0 (95)      | 36.1 (97)      | 36.7 (98.1)    | 37.2 (99)     | 34.4 (93.9)  | 30.6 (87.1)  | 42.2 (108)     |
| 平均最高気温 °C （°F）                                                                          | 25.4 (77.7)  | 28.1 (82.6)  | 32.5 (90.5)  | 33.7 (92.7)   | 32.9 (91.2)    | 32.1 (89.8)    | 31.4 (88.5)    | 31.6 (88.9)    | 31.6 (88.9)    | 31.6 (88.9)   | 29.6 (85.3)  | 26.4 (79.5)  | 30.6 (87.1)    |
| 日平均気温 °C （°F）                                                                            | 19.1 (66.4)  | 21.8 (71.2)  | 26.5 (79.7)  | 28.7 (83.7)   | 28.7 (83.7)    | 29.1 (84.4)    | 28.8 (83.8)    | 29.0 (84.2)    | 28.8 (83.8)    | 27.7 (81.9)   | 24.4 (75.9)  | 20.3 (68.5)  | 26.1 (79)      |
| 平均最低気温 °C （°F）                                                                          | 12.7 (54.9)  | 15.5 (59.9)  | 20.4 (68.7)  | 23.6 (74.5)   | 24.5 (76.1)    | 26.1 (79)      | 26.2 (79.2)    | 26.3 (79.3)    | 25.9 (78.6)    | 23.8 (74.8)   | 19.2 (66.6)  | 14.1 (57.4)  | 21.5 (70.7)    |
| 最低気温記録 °C （°F）                                                                          | 6.1 (43)     | 6.7 (44.1)   | 10.6 (51.1)  | 16.7 (62.1)   | 14.4 (57.9)    | 19.4 (66.9)    | 21.1 (70)      | 21.7 (71.1)    | 21.1 (70)      | 17.2 (63)     | 11.1 (52)    | 7.2 (45)     | 6.1 (43)       |
| 降水量 mm （inch）                                                                              | 7.7 (0.303)  | 28.9 (1.138) | 65.8 (2.591) | 156.3 (6.154) | 339.4 (13.362) | 340.4 (13.402) | 373.1 (14.689) | 316.5 (12.461) | 300.4 (11.827) | 172.3 (6.783) | 34.4 (1.354) | 12.8 (0.504) | 2,148 (84.567) |
| 平均降水日数 （≥0.1 mm）                                                                        | 1            | 1            | 3            | 6             | 11             | 16             | 12             | 16             | 12             | 7             | 1            | 0            | 86             |
| % 湿度                                                                                          | 46           | 37           | 38           | 42            | 59             | 72             | 72             | 74             | 71             | 65            | 53           | 50           | 57             |
| 平均月間日照時間                                                                                | 279          | 226          | 217          | 180           | 155            | 90             | 62             | 62             | 90             | 186           | 240          | 279          | 2,066          |
| 出典1：Weatherbase (normals, 30 yr period)                                                      |              |              |              |               |                |                |                |                |                |               |              |              |                |
| 出典2：Sistema de Clasificación Bioclimática Mundial (extremes), BBC Weather (humidity and sun) |              |              |              |               |                |                |                |                |                |               |              |              |                |

## 都市行政
ダッカの自治は1864年8月1日から始まり、1978年には都市自治体に昇格された。2011年には行政サービス向上のため、市役所が南北に分割され、市長も南北それぞれに置かれることとなった。市長職は民選で、任期は5年である。ダッカ教育委員会は公立学校と、イギリス系学校やマドラサを除くほとんどの私立学校を管掌する。イギリス系学校は独立した組織であるのに対し、バングラデシュのマドラサはすべて中央委員会が管轄している。
ダッカ市警 (DMP) は1976年に設立され、12の警察署に6,000の人員を配置した。その後都市の急速な膨張に対応し、警察署は33箇所、人員は23,000人まで拡張され、さらに18の警察署新設に取り掛かっている。
ダッカ市の選挙区からは10名の国会議員が選出され、アワミ連盟とバングラデシュ民族主義党が二大政党の位置を占める。ラムナ区には行政事務局があり、政府省庁のほとんどがここに集まっている。バングラデシュ最高裁判所とダッカ高等裁判所も市内にある。大統領宮殿 (Bangabhaban) はインド総督の公邸として建てられ東パキスタンの知事も利用したが、現在はバングラデシュ大統領が使用している。バングラデシュ国会議事堂は建築家ルイス・I・カーンの設計で、一院制の国会が開催される。バイトゥル・ムカッラムは、メッカのカアバを模して建設された国立のモスクである。歴史的建造物としては、バラ・カトラ宮殿、ラールバーグ・フォート、フスアニ・ダラン、アッシャン・モンジルなどがある。
交通渋滞や人口増加へ対応し、中央政府は周辺部の都市化とダッカ市域外に工場やビルを建設する場合に10年間の所得税免減制度を導入した。チッタゴンとは違いダッカには下水道が敷設されているが、その恩恵を受けるのは人口の25%に止まり、30%は浄化槽を利用している。上水道は市内住居の2/3にしか普及していない。固形廃棄物は年間970万トン発生する。個人および行政によって都市部における収集体制は確立し、集められたごみは低地や沼沢地に埋め立てられている。

## 経済

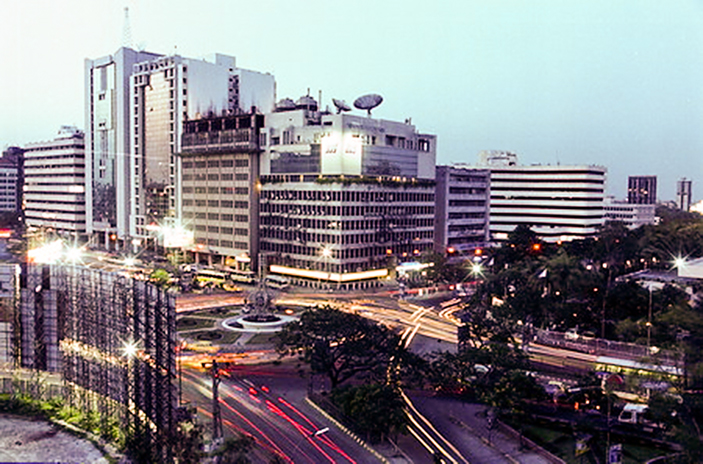
カルワン・バザール。ダッカにある主要ビジネスセンターのひとつ。

ダッカはバングラデシュの商業の中心地である。そこでは現代的な消費財や高級品を取扱う市場を担う中産階級の人口が増えている。 歴史的に、ダッカには地方から多くの出稼ぎ者が集まり、行商や露天商、小規模の商店、ホーカーセンター、人力車業、または雇われ人として働いた。特に人力車には約40万人が就業した頃もあった。人口の半分は家政婦や民間企業で働き、そのうち約80万人は繊維工業関連に従事している。しかし失業率は23%と高い状態にある。2008年のダッカ市総生産 (GMP) は780億ドルであり、年間の成長率は6.2%となった。GMPは2025年までに2150億ドルまで成長すると予想される。一人あたり平均所得は500ドルと見積もられる。48%の家計が貧困線を下回っており、このうちの大きな割合を職を求めて農村部から移り住んだ家族が占め、彼らは1日の支出が10ドル未満の生活を送っている。
ダッカの商業的中心地は、モティジール、ニューマーケット、グルシャン、ファームゲートなどがあり、主要工業地帯ではテズガオンやハザーリーバーグがある。ボシュンドラ-バリダラは、5年間を目処に高度技術産業や企業および大型ショッピングモールなどの建設を含む経済開発地区である。ダッカには2箇所の自由貿易地域が設定されており、衣類や織物などの製品輸出が奨励されている。そこには413の企業が進出しているが、雇用はほとんどが女性を対象としている。市内にはダッカ證券取引所があり、多くの多国籍企業が軒を連ねている。またバングラデシュの財閥も事務所を構える。主な財閥はBeximco Group、Summit Group、Navana Group、Zaman Group of Industries、Rahimafroozがある。さらにマイクロクレジットを創始し、ノーベル平和賞を受賞したグラミン銀行もダッカに拠点を置いている。NGOのBRACもダッカが本拠になる。都市開発によって大幅な建築ブームが起き、新しい高層ビルや超高層建築物は都市の景観を大きく変貌させている。金融業、銀行、製造業、電気通信業やサービス業が大きく伸び、観光業やホテルまたレストランのダッカ経済の重要な要素となっている。

## 人口統計
ダッカ市当局が管轄する領域では、その人口は約700万人である。より広範な都市圏までを対象とすると、2008年現在の人口は1,280万人となる。人口成長率は4.2%となり、アジアの中でも高い数値を示す都市のひとつである。この人口増加は農村部から都市への流入が主体であり1960年代から70年代までは増分の60%を占めた。近年は都市圏の面積拡大も要因となり、1980年代までのこのために100万人が増加している。ファーイースタン・エコノミック・レビューによると、ダッカの人口は2025年までに2,500万人に到達すると予測される。
その後、2050年には世界3位の3519万人、2075年に4245万人、2100年の人口予測では5425万人を数える世界8位の超巨大都市となる予測が出ている。
識字率は62.3%と見積もられる。都市にはバングラデシュ中のあらゆる民族が居住している。旧市街には「Dhakaia」と呼ばれる長年同地に住む集団がおり、特有の習慣と方言を維持している。1万5千から2万人程度の規模で、ロヒンギャ族、サンタル族、ガロ族、チャクマ族、メンディ族の人々が市内には住んでいる。中国系の人口も多く、また企業の管理職としてインド人や韓国人も居住している。
ほとんどすべてのダッカ居住者は国語であるベンガル語を話し、一部の区域ではベンガル語の方言に当たるチッタゴン語やシレット語も見られる。英語を話す者も多く、それは特にビジネス用として習得された。
ダッカの宗教はイスラム教が支配的であり、スンナ派が主流を占める。しかし少数ながらシーア派やアフマディーヤの人々も増加傾向にある。ヒンドゥー教徒が2番目に多く仏教やキリスト教は少数派である。

## 文化

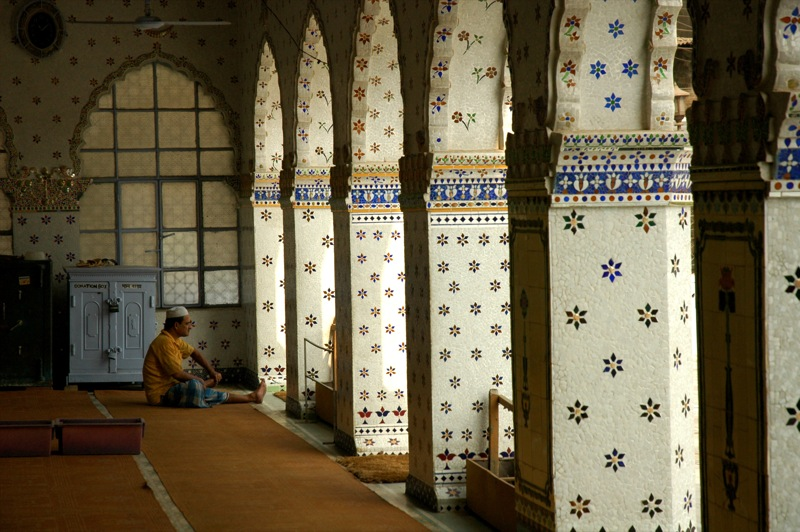
星型の飾りで知られるスター・モスク（タラ・マスジド）

バングラデシュの中で最も人口が多い都市として、ダッカは多様な文化的生活の場となっている。祝日である独立記念日（3月26日）、国際母国語の日（2月21日）、戦勝記念日（12月16日）には、市内中で様々な催しが行われる。ダッカの人々はシャヒド・ミナールやナショナル・モニュメント（戦没者慰霊塔）で解放戦争の国民的英雄を偲ぶために集まり、数々の催し物が併催される。学校や大学でも催しやフェスティバル、コンサートなどが開かれ、階層に関わり無く多くの市民が参加する。

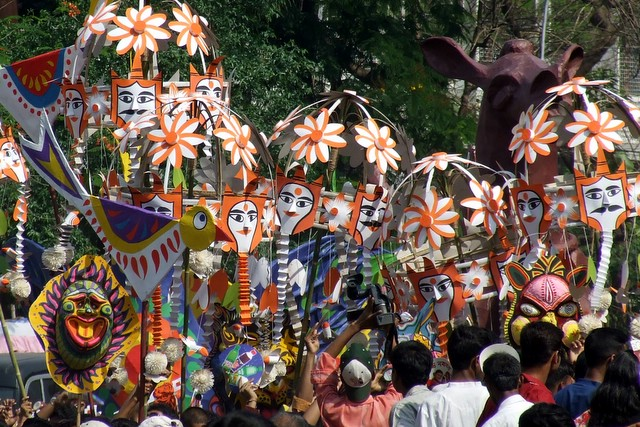
新年の祝いポヘラ・ボイシャク

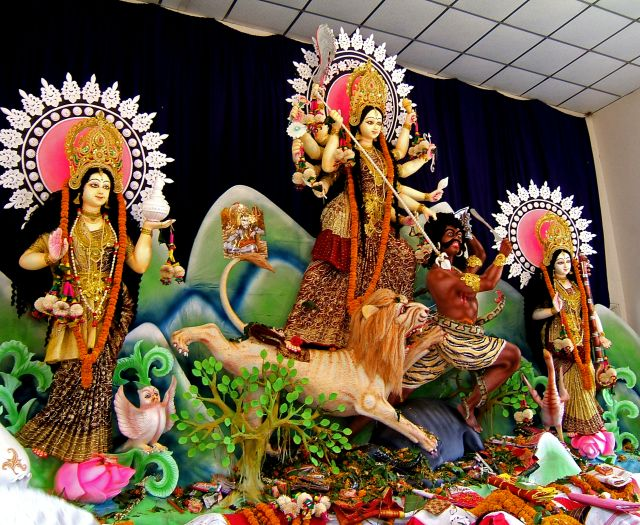
ドケッショリ寺院のドゥルガー・プジャ祭り。

毎年4月14日の「ポヘラ・ボイシャク」はベンガルの正月であり、街中でお祝いが行われる。女性は民族衣装のサリーやサルワール・カミーズを、男性は西洋風の格好や伝統的なルンギーを身に纏い、Shahbag通りやラムナ・パーク、またはダッカ大学の構内などに集まって、新年を祝う。このような熱気は、ムスリムのイード・アル＝フィトルやイード・アル＝アドハー、ヒンドゥーのドゥルガー・プージャといったお祭りでも市内中で見られる光景である。
長い間、ダッカと言えばさまざまな品を売る道端の露天商や小規模の店舗が連想された。近年は、富裕層や拡大する中間階層を相手にするショッピング・モールやシネマコンプレックス、ホテルやレストランなどの出店が目立つ。料理の系統では、インド料理や南アジア料理に加え、ヨーロッパ料理や中華料理などのレストランや食堂も立ち並び、さらに多国籍の料理やファーストフードなども街中では馴染み深いものになっている。その一方でダッカ特有の料理であるGlasseyやビリヤニ（Hajir Biriani, Fakhruddin Biriani）、ママ・ハリム（Mama Halim）やBorhani等も根強い人気を誇り、観光客にも振舞われる。ダッカ伝統の軽食にDhakai Bakarkhani があり、それはムガル帝国時代のデリーの王室で称賛された良質で美味しい料理として知られる。
ポップミュージックやロックバンドの知名度も急上昇しているが、伝統的な音楽の人気も根強い。国民的な詩人カジ・ノズルル・イスラムや作家ラビンドラナート・タゴールも高い知名度を誇る。市内のベイリー・ロード (Baily Road) 一帯は「Natak Para」（Theater Neighborhood、劇場街）と呼ばれ、映画館が集まり、ここでは西欧やインドの映画や音楽が人気である。
「Natak Para」周辺はまた、古くからの伝統的なベンガルのサリーを製造販売する小さな手工芸の店が軒を連ね、ジャムダニ復興の地としても知られる。ペルシアやムガル朝に起源があるジャムダニはすべて家内製工業の手作業で織られ、伝統的な高い品質を誇るが、中程度の長さを仕上げるために3ヶ月を要するなど生産に時間がかかることから少しずつ衰退しつつある。
バングラデシュ国営放送局は国中で受信できるラジオの第一放送局であり、ベンガル語と英語で多様な番組を放送する。近年は特にFM放送で民営の放送が行われるようになった。テレビ放送ではバングラデシュ・テレビジョンが国内を網羅し、こちらもベンガル語と英語が使われる。ケーブルテレビや衛星放送も、Ekushey Television、Channel I、ATN Bangla、RTV、NTVやスターなどが視聴されている。バングラデシュの出版社はほとんどが本社をダッカに置いており、ベンガル語の日刊紙ではプロトム・アロProthom Aloとザ・デイリー・イッテファクが刊行物の中ではよく知られている。英語版での日刊紙では、ザ・デイリー・スターとザ・インディペンデントが多く読まれている。
電話回線は急速な需要増に対応できず、また故障も多い。携帯電話も人気だが料金が高いこともあり普及率は低く、個人所有の電話回線のうち占有率は10%未満に止まる。

## 交通

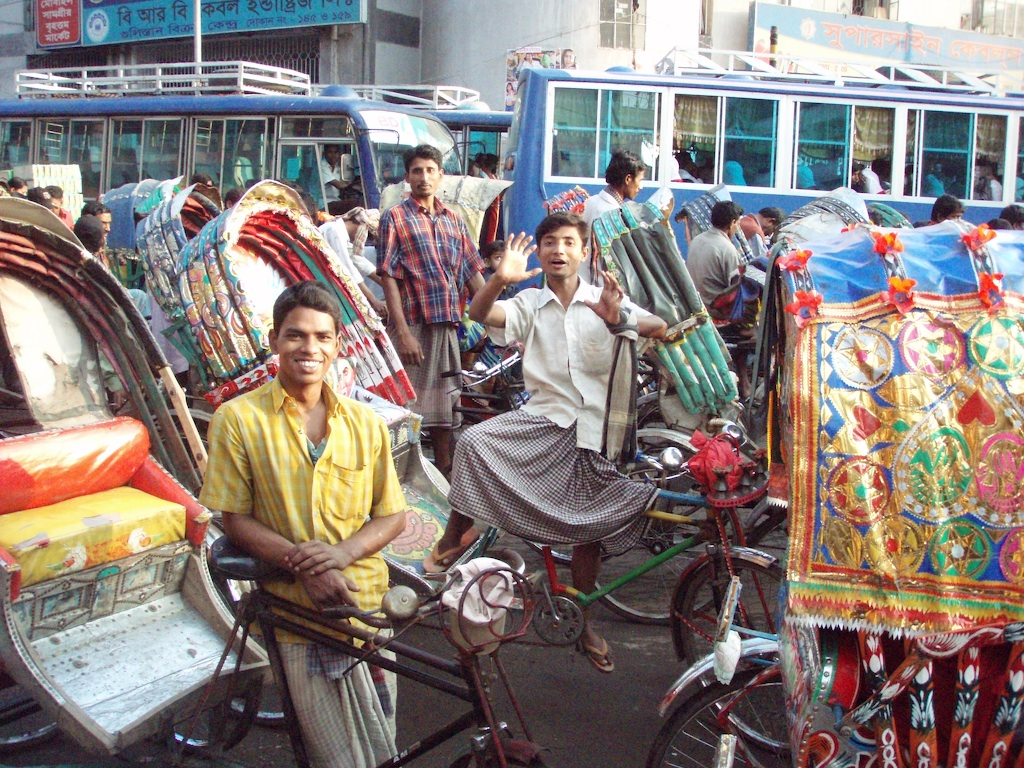
ダッカにはリキシャがあふれる

ダッカおよびその都市圏では、その交通手段は道路利用である。自転車タクシーや三輪タクシー（ベビータクシー）等が都市の主要な移動方法であり、これらを合わせたリキシャの数1日当たり40万台は、世界最多を誇った。ただし、政府の承認を得たリキシャは8万5千台に止まり、多くは無許可営業である。費用が安く公害も発生させないこれらリキシャは、しかし深刻な交通渋滞を引き起こす元凶と見なされ、市内には立ち入りを制限している区域もある。バスの運行は国営のバングラデシュ道路交通公社 (BRTC) と民営の会社とがある。スクーターやタクシー、自家用車などは中産階級を中心に一般化しつつある。深刻な大気汚染もあり、政府は圧縮天然ガスで駆動する2サイクルエンジンを搭載した「グリーンタクシー」の試験導入に踏み切っている。

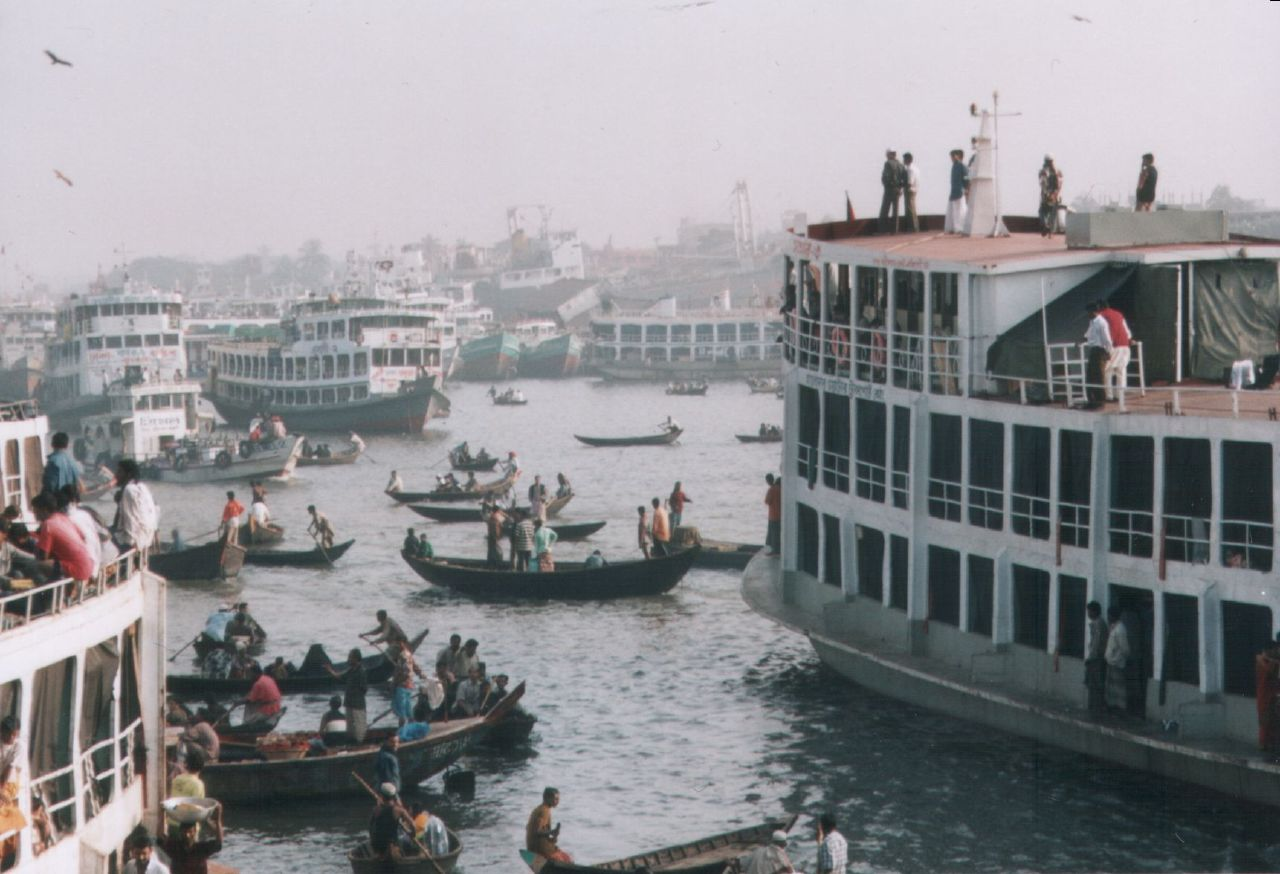
船着場

ダッカ市内の舗装道路は総延長1,868kmであり、これらは高速道路や鉄道とリンクして国中の他の地域と接続している。コルカタやアガルタラとは、BRTCが運行する定期高速バスがある。
ブリゴンガ川の船着場には多数の大型汽船が集結し、内陸地方都市や外海のチッタゴンへ貨客を輸送する。
コムラプール駅、エアポート駅およびカントンメント駅は、バングラデシュ鉄道が網羅する周辺および国中を繋ぐ鉄道の主要駅である。バングラデシュ鉄道はコルタカとの間で定期列車の運行もおこない、また両都市は国際列車（マイトリー・エクスプレス：友情急行）でも繋がっている。ブリガンガ川岸にあるショドル・ガット港は川を遡上したり他の港へ向かう旅客や物資の基点となっている。航空では、国内のチッタゴン、シレット、コックスバザール、ジョソール県、ボリシャル、サイドプルや、国外の空港と結ばれ、シャージャラル国際空港はバングラデシュで規模及び発着数で一位にあり、バングラデシュの国内外航空機発着数の約52%を担う。
高速バスや軌道交通の整備が計画されており、2004年から2024年までの期間を対象としたUrban Transportation Policyが策定され、立案されたダッカ都市交通戦略計画 (STP)では自動車交通の鉄道転換を通じて、渋滞や大気汚染または温室ガス排出削減などの効果を狙っている。2016年にはダッカメトロの建設が開始され、2022年に6号線が部分開業した。

## 教育

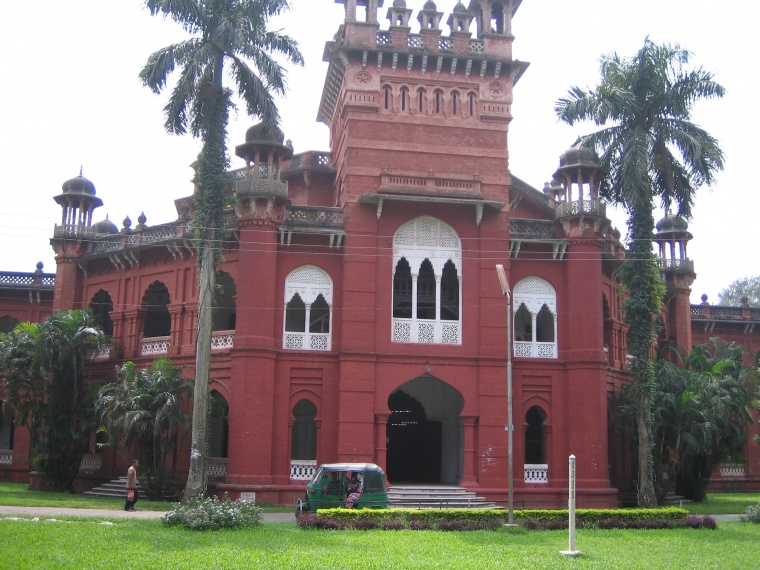
ダッカ大学のカールゾン・ホール。ベンガル解放闘争当時、大学は若者や知識層の政治活動を支える中心的役割を果たした。

ダッカには多くの学校、大学などが集中している。学校教育は旧宗主国のイギリス式にあたる4段階で行われ、小学校（5学年）、中学校（5学年）、高等学校（2学年）、大学がある。中学校終了後にSecondary School Certificate (SSC)、高校終了後にHigh School Certificate (HSC) という試験があり、その後の進路が決まる。教育は主にベンガル語で行われるが、英語も一般に使われる。イスラム教徒のほとんどは宗教的理由のために、定時制や場合によっては全科目を宗教学校で子供たちに履修させる場合もあり、ここではベンガル語とアラビア語が用いられる。

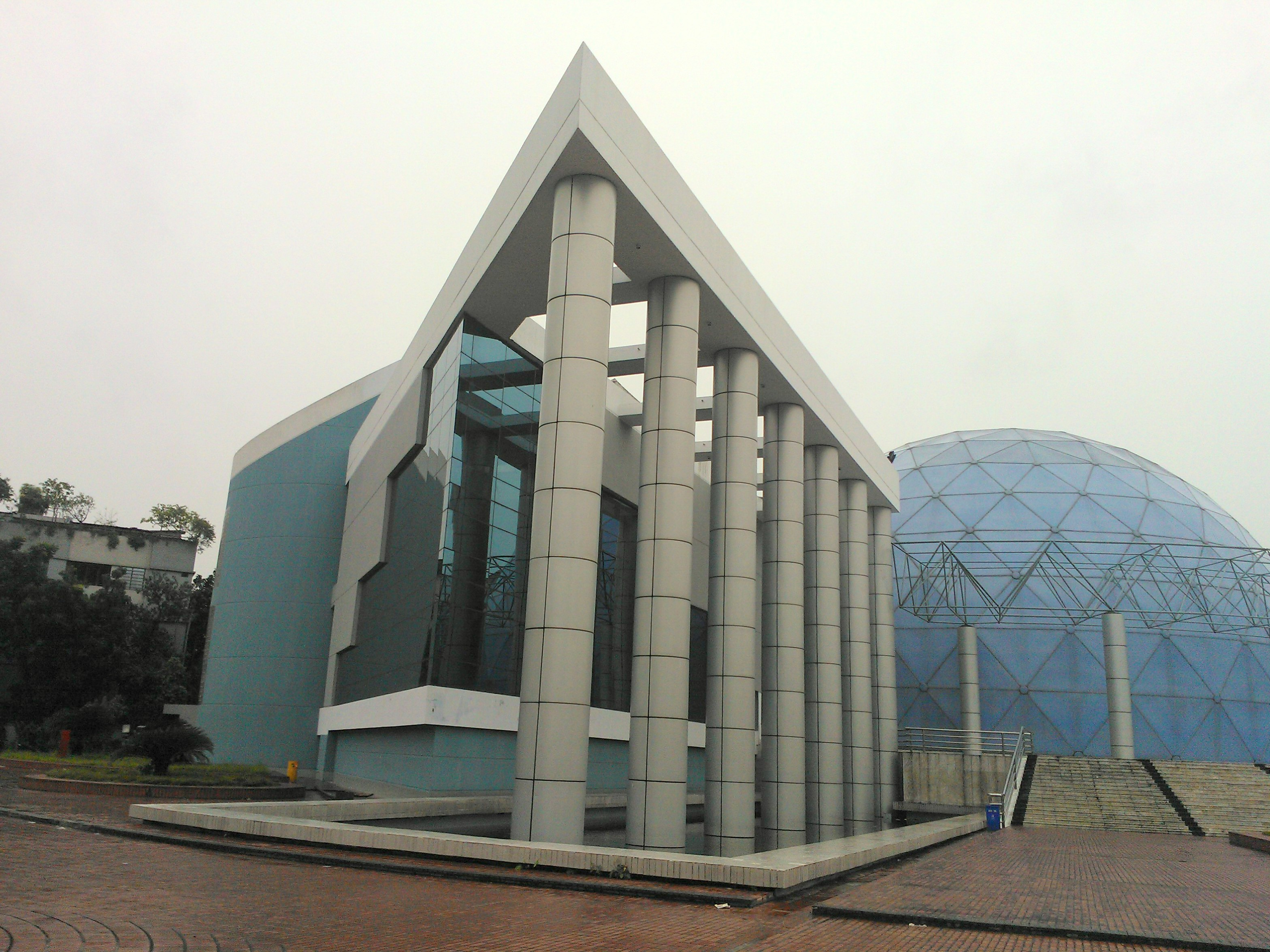
ノボシアター（プラネタリウム）

ダッカには53の大学がある。ダッカ・カレッジはイギリス領インド帝国時代の1840年に設立された、最も古い高等教育機関である。独立後、ダッカには多くの公立・私立大学が設立され、学士・修士から博士課程までさまざまな教育が行われるようになった。その中でも最大規模を誇るダッカ大学は3万人の学生と1,300人の教職陣を抱える公立大学であり、18の研究所に70の学部・学科・研究所がある。著名な高等教育機関としては、ジャハンギルナガル大学とバングラデシュ工科大学 (BUET) も知られる。医学系教育機関ではダッカ医科大学とソリムッラー医科大学がよく知られている。ダッカの各大学構内はしばしば政治的対立を生む場所ともなり、抗議活動や抗争、警察による武力介入、学生や政治結社による混乱などがもたらされる場合もある。

## メディアや通信
郵便事業
バングラデシュの郵便はバングラデシュ郵便局が国中を管轄する公式な運営体であり、経営はダッカから行われている。
新聞や刊行物
ダッカはバングラデシュの主要新聞や出版社が拠点を置いている。新聞は広く読まれ、その中にはデイリー・イッティファク、デイリー・アザド、Manabzamin、デイリー・ジャナカンタのような国内でも古くから発行されたものもある。他にデイリー・プロトム・アロも読まれるが、第3位のAmar Desh紙は2010年6月に政府の命令で閉鎖された。英語新聞ではザ・デイリー・スター、ザ・インディペンデントなどがある。週刊新聞や雑誌ではウィークリーホリディやザ・スターなどがあり、他にもフォーラムやアイス・トゥデイなどが有名である。
通信社
バングラデシュの国家通信組織は、国営バングラデシュ通信（Bangladesh Sangbad Sangstha, BSS）が担っており、政治や外交問題、社会時事、財政、スポーツ、文化、法律、議会活動などについて全国のニュースを扱う。BSSは全国紙、ラジオ、テレビ放送、政府刊行物などをBSSは扱う。初の民営通信社は1970年3月に設立されたイースタン・ニュース・エージェンシー (ENA)である。この他に、民間の通信社には1988年にダッカで創立され、アメリカ合衆国AP通信のアンカーであるUnited News of Bangladesh (UNB) 社がある。
テレビ、ラジオ放送
国営のテレビ放送局BTVはダッカのランプラーに拠点を置く。この他に、ダッカから放送されるテレビには、Diganta TVのベンガル語バージョン、RTV、ATN Bangla、Channel I、NTV、Ekushey Television、Banglavisionなどがある。公営ラジオ局はSher-e-Bangla Nagorにあるラジオ・バングラデシュ (BB)である。ダッカ拠点の民営ラジオ局では、Radio Foorti、Radio Today、Radio Amarなどが知られる。

## スポーツ

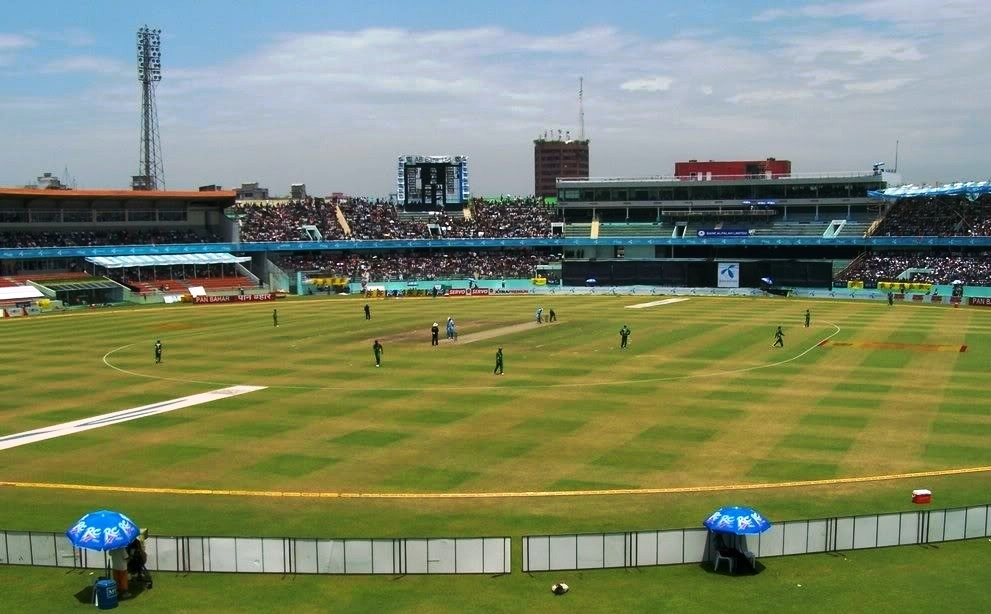
Sher-e-Bangla Mirpur Stadiumで開催されたバングラデシュ対インドのクリケット試合。

ダッカでは、クリケットとサッカーが高い人気を誇る2大スポーツであり、これはバングラデシュ中にも言える。チームの多くは学校や大学または私立のクラブ単位であり、都市対抗または国際大会が行われる。モハメダン・スポーティングクラブとアバハニ・リミテッド・ダッカはサッカーとクリケットの2大クラブで、ライバル関係にある。
ダッカは、1954年に初めて行われたクリケットのテストマッチ開催地であり、この時はインドと対戦した。バングラデシュ国立競技場は、以前はクリケットの主要な試合会場として使われたが、現在はサッカー専用となっている。しかし、2011年のクリケット・ワールドカップでは開会式および6試合が予定されている。スポーツの振興や支援を行うバングラデシュ・スポーツ庁はダッカに拠点を置いている。ダッカには、他にもSher-e-Bangla Mirpur Stadium、Dhanmondi Cricket StadiumやOuter Stadium Groundがある。ダッカ大学のグラウンドは、インターカレッジの会場として用いられた。

## 主な名所
- ラールバーグ城砦跡[1]
- ドケッショリ（ダケーシュワリー）寺院（隠された女神、の意味。ダッカの名はこの神にちなむ）[1]
- バイトゥル・モカラッム・モスク、スター・モスク[1]
- バラ・カトラ宮殿
- シャヒド・ミナール
- ケマル・アタチュルク大通り（ダッカ一番の大通り。トルコ建国の父ケマル・アタチュルクの名がつけられた。）
- ダッカ博物館[1]

## 読書案内
- Ahmed, Sharifuddin (1991年). Dhaka: Past, Present and Future. The Asiatic Society, Dhaka. ISBN 978-9845123358. OCLC 300099217
- Karim, Abdul (1992年). History of Bengal, Mughal Period (I). Rajshahi
- Pryer, Jane (2003年). Poverty and Vulnerability in Dhaka Slums: The Urban Livelihood Study. Ashgate Publishing. ISBN 0-7546-1864-1. OCLC 123337526 OCLC 243482310 OCLC 50334244 OCLC 50939515
- Rabbani, Golam (1997年). Dhaka, from Mughal outpost to metropolis. University Press, Dhaka. ISBN 9840513745
- Sarkar, Sir Jadunath (1948年). History of Bengal (II). Dhaka
- Taifoor, S.M. (1956年). Glimpses of Old Dacca. Dhaka